# Sima (Anjouan)
Pour les articles homonymes, voir Sima.
Sima est une commune de l'ouest de Nzouani, préfecture de la région de Shissiouani dans l'île d'Anjouan dans l'archipel des Comores. Sa population s'appelle les Simaois et Simaoises, elle est estimée à environ 16 500 habitants.
Aujourd'hui, Sima occupe le centre d'une agglomération demeurant parmi les plus industrialisées de l'île  : industrie maritime établie au XIXe siècle, centre d'agriculture sur le plateau de Bandrajou Dziani à Boungoueni. Une installation d'un central numérique d'interconnexion de "Gnogajou" en liaison par faisceaux hertziens et terrestres par rapport à sa position zone stratégique et géographique par une vue directe sur les quatre îles, pour une liaison Mayotte la Grande Comore, Mohéli et à l'international, développées à une période plus récente.
C’est également une ville historique, commerciale, sportive et administrative, dotée d’un lycée général et un centre universitaire en cours d'étude, la ville est réputée aussi d'une vie culturelle remarquablement animée. Celle-ci est dominée par le célèbre Festival international d'Ouvamba qui contribue largement au renom national de l'île.

## Économie
Sima compte 16 500 habitants, agglomération de 26 000 habitants, dans la région de Chissiouani, capitale de l'industrie navale, par ces bateaux villes de Sima. Désignée ville créative par la commission océan Indien.
Sima bénéficie d’un positionnement stratégique sur l’axe Mutsamudu - Pomoni. À 55 minutes seulement de Mutsamudu et 43 minutes de Pomoni en voiture.

## Culture
Sima, ville d’art et d’histoire, cité des festivals, dotée d’un véritable patrimoine historique, religieux et urbain, offre toute l’année une vie culturelle riche et variée : Festival national de Ouvamba, Festival musical et socio-culturels, gastronomiques, circuits des remparts de Chissiwa mbouzi, randonnée de la forêt de Boungouéni, Nkaza Maoulide de Kavani - Sima…
La ville possède un climat océanique de type tropical et labellisée « Uroutouba ». Sima est une ville où il fait bon vivre.

## Villes limitrophes de Sima
- Boungouéni et Mjamaoué  à l'est.
- Kavani, Mirongani et Bimbini à l'ouest
- Milembéni au sud ouest
- Maraharé, Vassi et Vouani au sud.

## Histoire
Dès la nuit du temps, les Européens et les Arabes se côtoient déjà, le cartier d'affaires d'Oufour témoigne la mise en place des bâtiments industriels en ruines aujourd'hui. À Choumajou également, on a les traces d'un château d'eau cylindrique nommé "Ngoungou Ya Choumajou".
Les premiers habitants, d'origine mozambicaine, ont accosté accidentellement sur les côtes ouest de l'île d'Anjouan, au lieu-dit Mtsagani-Sima[Quand ?].
Aujourd'hui, la Ville compte plusieurs quartiers principaux : Chilidroni, Mgihari, Ouémani, Ounyambo, Salamani, Lavigie, Dago Lansini et Missiri.

## Protohistoire
Il n'existe pas de véritables travaux de fouilles archéologiques concernant la ville de Sima. Aucun document relatif à la période néolithique n'existe alors que la période protohistorique a surtout été l'objet d'investigation à la périphérie de la ville. Un silo dans l'actuel quartier de Ziarani, du mobilier de l'âge du Bronze près du quartier Mtsangani Sima ont cependant été retrouvés. Quelques menus objets domestiques, un fragment d'assiette décoré d'ornements géométriques incisés de l'époque hallstatienne et une pince à couper de l'époque de La Tène III, ont été mis au jour en plein centre-ville. Deux ouvrages compilent les découvertes antérieures au début du XXe siècle : le Recueil (1867) et les Inscriptions antiques des îles Comores (1927).
Les premières traces d'habitat remonteraient au néolithique (site de Ziarani). La vallée aurait en effet été investie bien avant l'époque Chirazienne. La confluence des routes dans une vallée fertile, irriguée par les Européens, permet le développement d'un petit village.